# Alfred Hagn
Alfred Hagn (* 18. Februar 1948 in Fischbachau; † 11. April 2020) war ein deutscher Skirennläufer.

## Biografie
Er wurde 1968 Deutscher Meister im Slalom, 1970 in der Abfahrt und 1972 im Riesenslalom. Am 2. Januar 1972 gewann er den Slalom bei der „3. Internationalen Salzachtaler Skiwoche“ in Mittersill. Bei den Olympischen Spielen in Grenoble 1968 belegte er den 16. Platz im Slalom. Sein größter Erfolg war der vierte Rang im Riesenslalom der Olympischen Spiele in Sapporo 1972, wobei er nach dem ersten Lauf sogar auf Rang 2 gelegen war.  Im Weltcup fuhr Hagn in der Saison 1971/72 in sechs Rennen unter die schnellsten Zehn. Er kündigte im April 1976 seinen Rücktritt an.

Nach Beendigung seiner Karriere arbeitete er als Hotelier am Tegernsee, später als Manager des Golfplatzes Possendorf bei Dresden.